# 9704 Джорджбікман
9704 Джорджбікман (9704 Georgebeekman) — астероїд головного поясу, відкритий 30 вересня 1973 року.
Тіссеранів параметр щодо Юпітера — 3,562.